# Burg Eisenhardt
Die Burg Eisenhardt ist eine in weiten Teilen gut erhaltene und auf eine Burg zurückgehende Festungsanlage am südwestlichen Rand der Stadt Bad Belzig.

## Lage
Die Höhenburg liegt auf einer Anhöhe des Hohen Flämings am südwestlichen Rand der Kreisstadt Bad Belzig im Landkreis Potsdam-Mittelmark in Brandenburg. Die Anhöhe, auf der sich die Burg befindet, wird als Bricciusberg bezeichnet. Etwa 50 Meter südwestlich der Burg befindet sich die kleine St. Bricciuskirche und ein ausgedehnter Wald schließt sich an.

## Geschichte

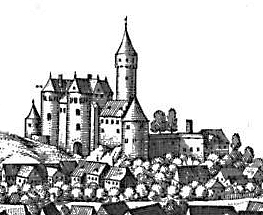
Burg Eisenhardt auf einem Merian-Stich von 1650 nach einer Zeichnung von Wilhelm Dilich um 1626

Belzig wurde erstmals 997 als Burgward urkundlich erwähnt. In der Gegend der Burg soll es eine Höhensiedlung der späten Bronze- beziehungsweise der Eisenzeit gegeben haben. Nördlich dieser Höhensiedlung wird der slawische Burgwall burgwardium belizi aus dem 9. bis 11. Jahrhundert, welcher vermutlich das Zentrum des slawischen Gaues Ploni war und zum Siedlungsgebiet der Heveller gehörte, vermutet. Diesen Burgwall übertrug im Jahr 997 Kaiser Otto III. dem Erzstift Magdeburg. Da es jedoch bereits 983 zu einem Aufstand der Slawen gekommen war, bei dem die meisten Gebiete östlich der Elbe in die Hände heidnischer Slawen zurückfiel, wurde keine Herrschaft über die Gebiete im Osten an und somit auch nicht über Belzig und Umgebung ausgeübt. Dieser Zustand bestand fast 200 Jahre, bis 1157 Albrecht der Bär Brandenburg zurückerobern konnte. Nach jahrhundertelangen Auseinandersetzungen kam so der Burgwall im 12. Jahrhundert zunächst in den Besitz der Askanier. 1161 wurde der Burgward der Diözese des Bistums Brandenburg unterstellt. Vierzig Jahre später wurde erstmals ein Graf von Belzig erwähnt. Er entstammte dem Geschlecht der Baderiche. Graf Siegfried von Belzig ließ erstmals eine massiv gebaute romanische Steinburg errichten. Mit dem Tod des letzten Grafen von Belzig nach 1251 fielen die Burg und das Umland an das Herzogtum Sachsen. 1269 wurde erstmals eine Marktsiedlung, ein sogenanntes oppidum Belzig, urkundlich erwähnt. Aus dieser entwickelte sich die spätere Stadt. Die Burg selbst bildete einen Gutsbezirk und gehörte zur Gemeinde Sandberg, welche erst 1914 nach Belzig eingemeindet wurde.

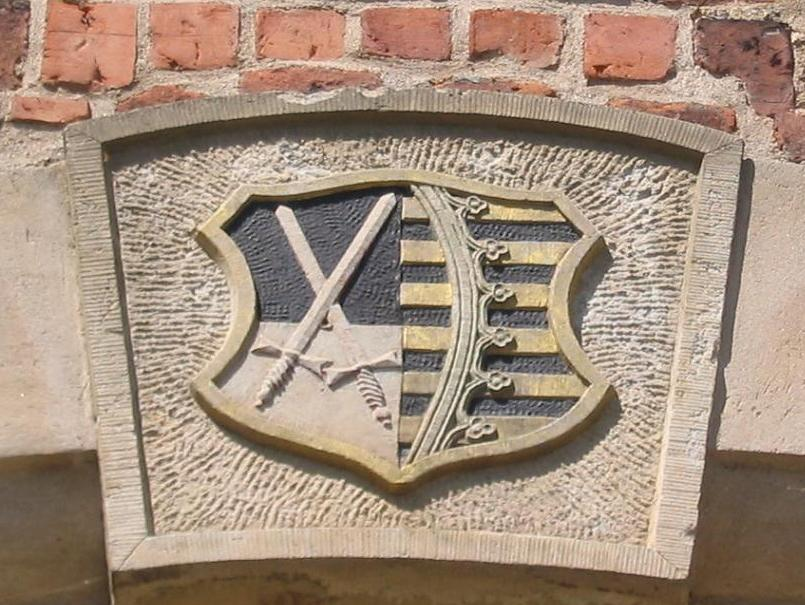
Schlussstein: Das Wappen des Kurfürstentums Sachsen

Um das Jahr 1305 begann Herzog Rudolf I., die Burg und die Wehranlagen stark zu erweitern. Ebenfalls wurde die Marktsiedlung mit einer Mauer umgeben und 1358 wurde Belzig das Stadtrecht verliehen. 1423/1425 fiel die Burg mit der sächsischen Kurwürde an das Haus Wettin.

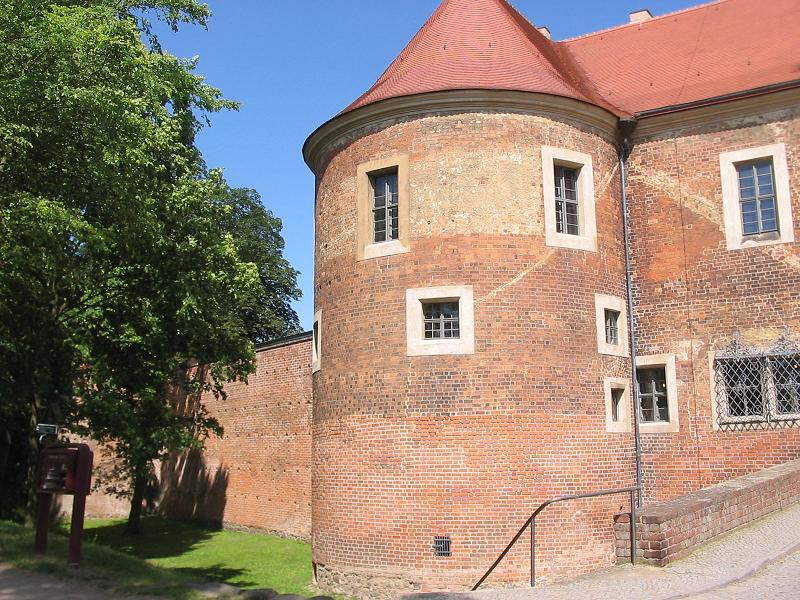
Ein Artillerierondell aus der Zeit um 1477 (mit jüngeren Fenstern in den Obergeschossen)

Die Wettiner erweiterten Mitte ab etwa 1477 die Burg mit großem Aufwand zu einer hoch modernen Festung und bauten das Torhaus zu einer fürstlichen Wohnung aus. Damals entstanden die Rondelle für die Verteidigung mit Hakenbüchsen und mittlerer Artillerie und die verbindenden Mauern. Damals wurde der kursächsische Hofarchitekt Arnold von Westfalen auf der Burg Eisenhardt tätig und vielleicht stammen die modernen Entwürfe für die Rondelle von diesem bedeutenden Baumeister.
Im Verlauf des Dreißigjährigen Krieges wurde das Bauwerk 1636 durch schwedische Truppen stark beschädigt. Mit seiner Wiederherstellung wurde erst in den 1680er Jahren unter Kurfürst Johann Georg III. begonnen. Nach Abschluss der Sanierungen weihte Johann Georg III. Eisenhardt 1691 neu ein.
Im 18. Jahrhundert fanden größere Umbauten vor allem im Inneren der Burg statt. Nach den Befreiungskriegen und dem anschließenden Wiener Kongress kam es für Preußen zu ausgedehnten Zugewinnen ehemaliger sächsischer Gebiete. So wurde 1815 auch das bis dahin sächsische Amt Belzig an das Königreich Preußen und der Provinz Brandenburg angegliedert. Von 1815 bis 1845 wurde das Torhaus vom Land- und Stadtgericht Belzig genutzt. Das neu entstandene Landratsamt des Landkreises Zauch-Belzig zog 1828 in die Burg ein und nutzte deren Räumlichkeiten bis 1894. 1849 wurde die Eisenhardt unter dem preußischen König Friedrich Wilhelm IV. restauriert. Von 1936 bis 1945 hatte die Reichsschule Technische Hilfe in der Eisenhardt ihren Sitz.
Während der Zeit der DDR waren eine Berufsschule, eine Sonderschule und eine Schulküche untergebracht. Daneben wurden Räumlichkeiten als Jugendherberge und Musikschule genutzt. Weitere Einrichtungen waren ein Jugendclub, das Standesamt der Stadt Belzig, ein Heimatmuseum und eine Station Junger Naturforscher und Techniker. Heute beherbergt die Burg neben anderem ein Heimatmuseum, eine Außenstelle des Standesamts der Stadt Bad Belzig, eine Bibliothek mit Schwerpunkt auf die Burggeschichte sowie bis 2021  ein Hotel. Seit 1998 spielt die Band Keimzeit regelmäßig im Sommer auf dem Innenhof der Burg Open-air-Konzerte.

## Anlage

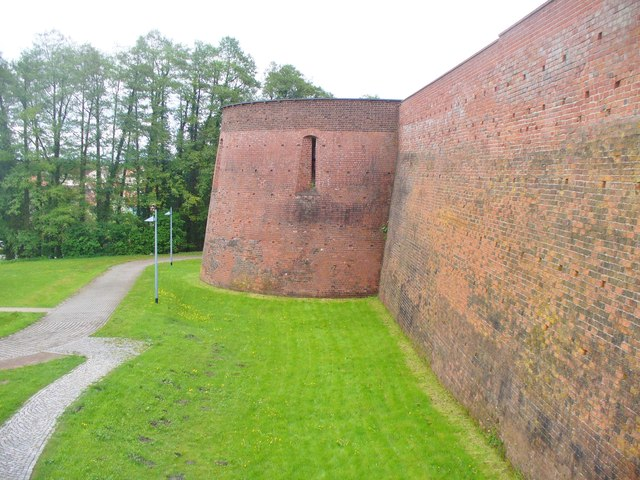
Nördliche Festungsmauer

Die äußere Ringmauer der Burganlage besitzt eine unregelmäßige siebeneckige Gestalt mit Rondellen auf den jeweiligen Ecken. Die beiden südlichen Rondelle sind dabei in das später schlossartig ausgebaute Torhaus risalitartig integriert. In den einzelnen Rondellen der Festungsmauer, die der schwerpunktartigen Verteidigung dienten, gab es Kammern mit Schießscharten, die den Einsatz von Festungsgeschützen ermöglichten. Die Mauern der Rondelle waren verstärkt. Im Inneren des größten, des Nord-Ost-Rondells befindet sich eine acht Meter tiefe Zisterne, die als Wasserreservoir diente. Zwischen Nordrondell und Nord-Ost-Rondell befindet sich das Nordtor.

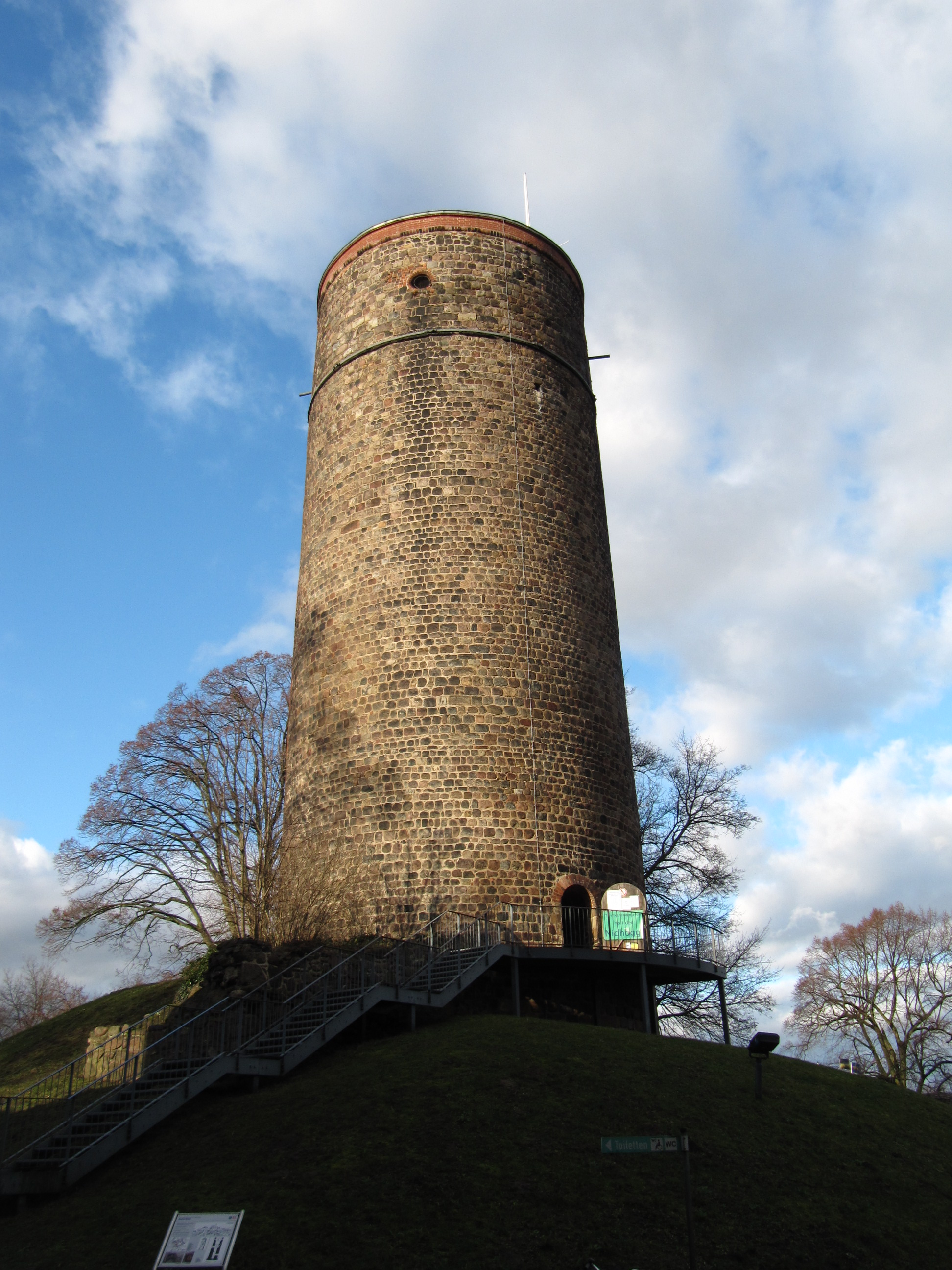
Der Bergfried

Weithin auffälligstes Gebäude der Burg Eisenhardt ist der Bergfried im Innenhof. Er wurde Anfang des 13. Jahrhunderts aus Feldsteinen errichtet. Im nordwestlichen Bereich wurden seine Außenmauern 1859 mit roten Ziegelsteinen erneuert. Der Burgfried ist rund und besitzt eine Höhe von 28 Metern und wird als Aussichtsturm genutzt. Im mittleren Geschoss befindet sich eine Rundbogenöffnung, die als Einstieg diente. Hier befand sich eine Abortnische und ein Kamin. Das Untergeschoss wurde als Verlies genutzt.

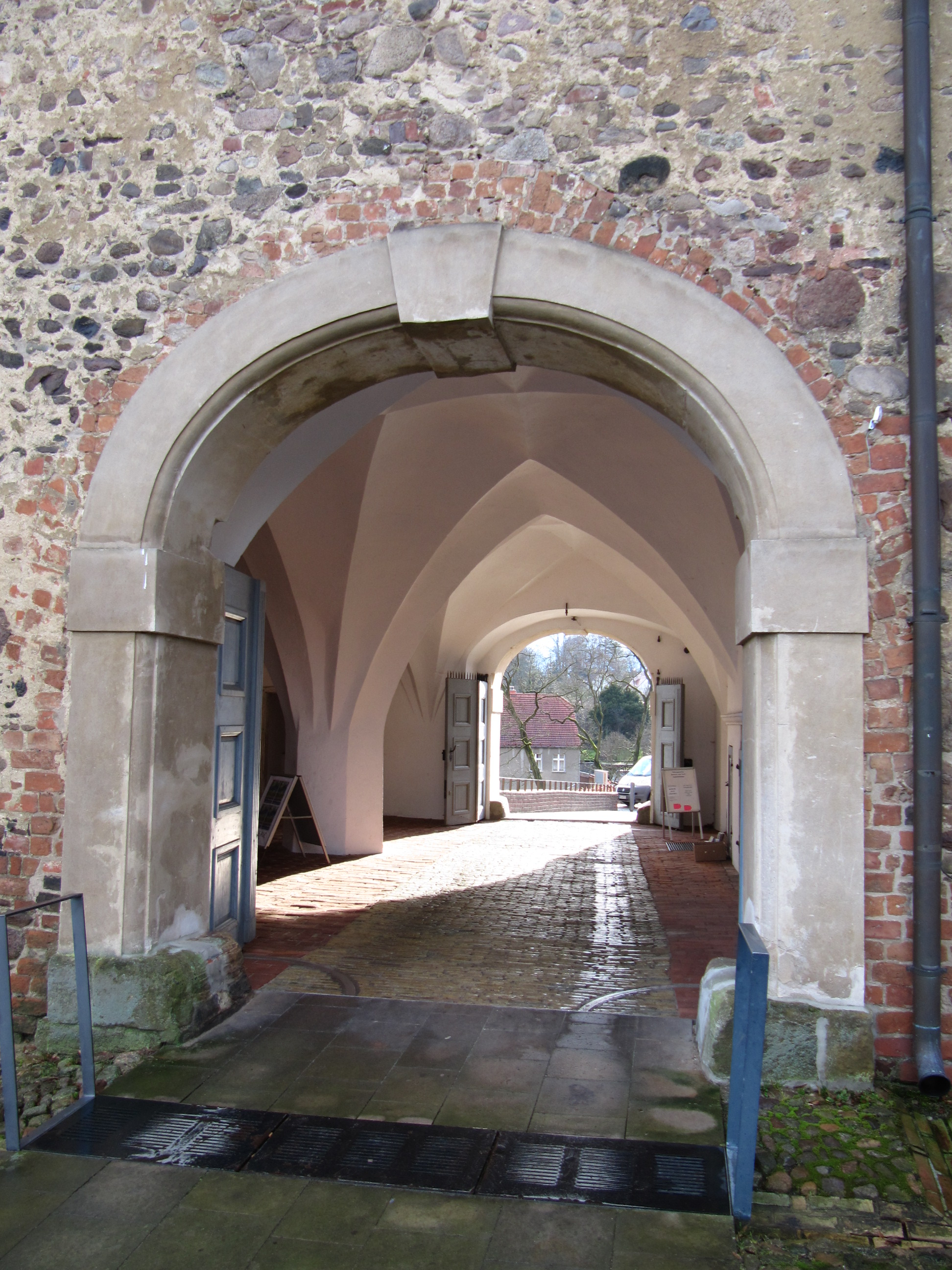
Torbogen vom Burghof, erkennbare Gewölbedecke

Nach Süden befindet sich das Torhaus. Als Doppelturmtor wurde es im 15. Jahrhundert aus Felssteinen errichtet und an seiner Außenseite mit Ziegelsteinen verkleidet. Ab 1477 wurde es zum Jagdschloss ausgebaut.
Nach den Verwüstungen im Dreißigjährigen Krieg wurde es 1685 bis 1691 erneuert. Die rondellartigen Türme rechts uns links wurden gekappt und mit dem Torhaus unter ein einheitliches Dach gebracht. Die Fassade wurde im Stil des Barock verändert. Die Fenster des Torhauses sowohl im Mittelbau als auch in den Risaliten sind heute Rechteckfenster verschiedener Größe. Einige sind mit schmiedeeisernen Fenstergittern versehen. Über der äußeren korbbogenartigen Tordurchfahrt befinden sich zwei segmentbogige Blenden. Der Schlussstein des Korbbogens der Tordurchfahrt ist mit dem Wappen des Kurfürstentum Sachsen verziert. Im Inneren der Tordurchfahrt befindet sich ein Gewölbe. Im Bereich des Dachs befinden sich einige Schleppgauben. Die frühere Zugbrücke zum Torhaus wurde durch eine gemauerte Brücke aus Ziegelsteinen ersetzt.

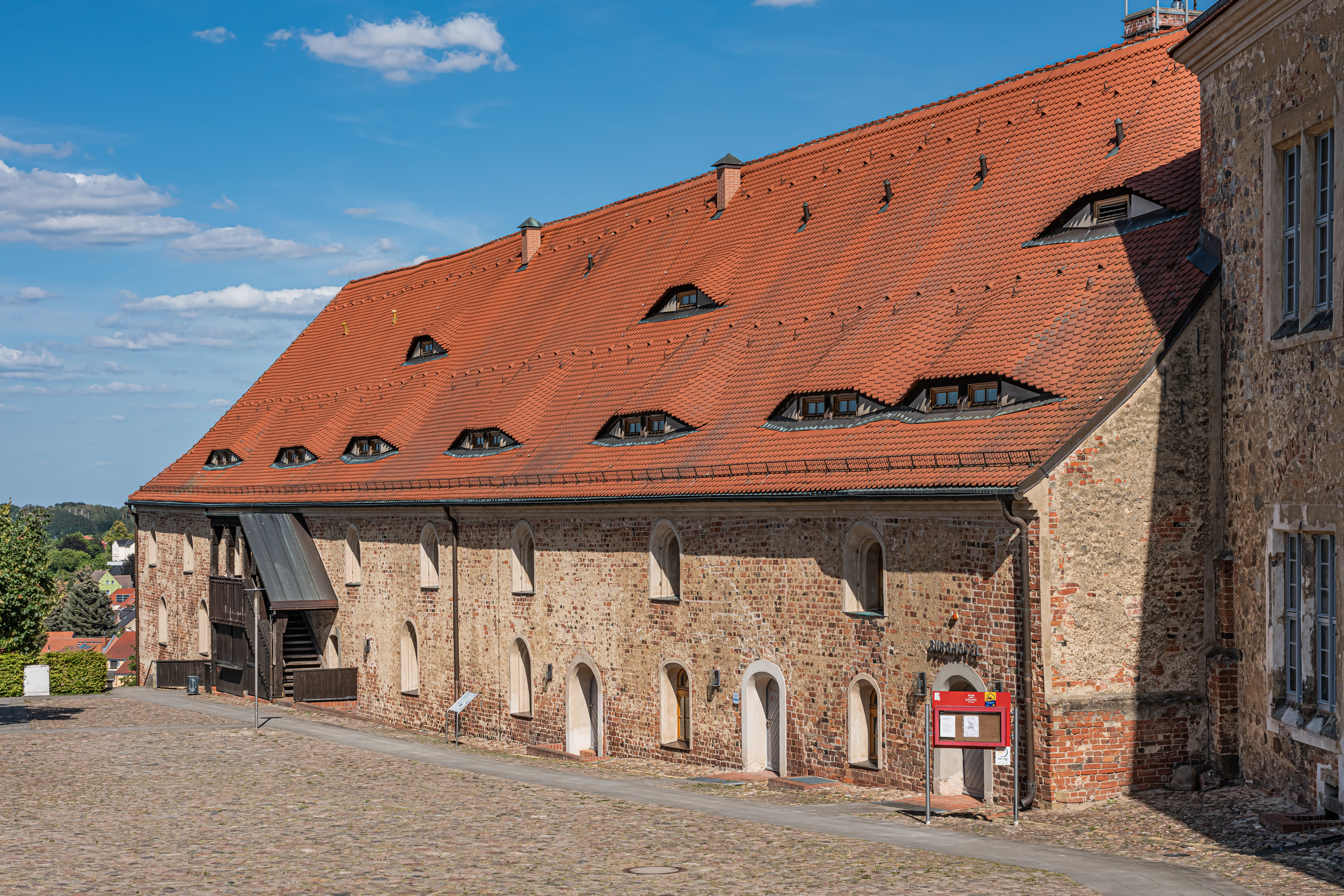
Das Salzmagazin

Auf der Ostseite des Torhauses schließt sich das ehemalige Salzmagazin an. Dieses wurde als Speicher im frühen 16. Jahrhundert aus der Außenmauer aus Ziegelsteinen errichtet. Zunächst diente es als Getreidespeicher, später war es Salzlager. Es finden sich Rund-, Korb- und Segmentbogenfenster verschiedener Generation. Die Portale sind korbbogig gestaltet. Im Dach befinden sich Schleppgauben in zwei Etagen. 1930 wurde das Salzmagazin zu Wohnzwecken umgebaut. Auf der Westseite des Torhauses befinden sich zwei eingeschossige Gebäude aus Ziegelsteinen.
Im Inneren des Hofes befinden sich zwei eingeschossige, verputzte Gebäude und der Burgbrunnen. Daneben finden sich noch Grundmauern einer ehemaligen romanischen Kapelle und weiterer Gebäude, wie einem Palas. Auch sind hier Reste der älteren, der inneren Ringmauer vorhanden. Die Burgkapelle war ein dreigliedriger Feldsteinbau aus dem frühen 13. Jahrhundert. Sie wurde bei Ausgrabungsarbeiten 1993 entdeckt.